# 이폴리트 보그다노비치

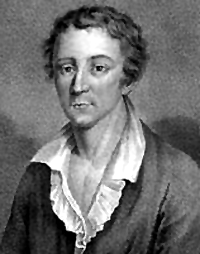

이폴리트 표도로비치 보그다노비치(러시아어: Ипполит Фёдорович Богданович, 1743년 12월 23일 ~ 1803년 1월 18일)는 러시아의 시인이다.

## 생애
1744년 우크라이나의 가난한 귀족 집안에서 태어났다. 열 살 무렵 모스크바로 보내졌고, 이후 최고 재판소의 부속 수학 전문학교에서 수학했다. 시, 음악, 그리고 연극에 관심을 보였던 보그다노비치는 미하일 헤라스코프(М. М. Херасков)와 가까워지게 되었고, 그의 승인을 받아 모스크바 대학에 입학했다.
1760∼1762년 보그다노비치는 헤라스코프가 발간하던 문예지 ≪유익한 유흥≫에 동참했고, 여기에 여러 편의 자작시를 문예지에 실었다. 이 시기 그는 파닌, 다슈코바 등의 인사들과 교제를 나누었다. 특히 다슈코바의 후원을 받아 ≪보잘것없는 습작≫이라는 문예지를 발간했다. 그러나 이 문예지는 약 6개월 정도 발행되었다가 이내 폐간되었다.
1766년 페테르부르크로 넘어가 외무성에서 통역관으로 일했고, 드레스덴 주재 러시아 대사관에서 약 3년 동안 사무관으로 근무했다. 그 후 러시아로 돌아와 외무성에서 계속 근무했다. ≪저녁≫, ≪러시아 문학 애호가들의 지침서≫, ≪월간 신작들≫ 등의 문예지에 공동 편집진으로 참여했고, 서정시, 송시, 시편이나 목가시를 번역해 기고했다.
보그다노비치는 프랑스 계몽주의 사상을 전파하면서, 이내 18세기의 가장 유명한 저술가 중 한 명이 되었다. 그가 편집한 문예지인 ≪보잘것없는 습작≫은 볼테르나 엘베시우스의 저술들을 매번 번역해 지면에 실었다. 이 문예지 1호에 그는 ＜신분 평등에 대한 연설＞이라는 시와 볼테르의 ＜리스본 지진에 대한 시＞를 실었다. 이들의 작품들은 인류에 대한 사랑을 표방하면서 관념론적 낙관주의를 신랄하게 비판했다.
1765년 그는 교훈적 서사시의 전통을 이어 가며 세 편의 단시로 이루어진 서사시 ≪더없이 큰 행복≫을 출판했다. 이 작품은 인간의 기본권에 대한 이론을 제시하며 가장 기본적인 보편적 행복은 물질적 평등과 사유 재산의 부재에서 비롯한다고 주장했다.
보그다노비치는 1773년에 ≪리라≫라는 시집을 출간한다. 이 시집에는 국민의 행복이 자유에서 나온다고 생각한 프랑스 작가 마르몽텔 작품들의 번역본과 보그다노비치 본인의 자작시들이 포함되었다. 그는 ＜꿀벌과 호박벌(Пчёлы и шмель)＞이라는 우화에서 일을 하지 않고 즐기기만 하는 귀족들을 수벌(게으름뱅이)에 비유하며 비판했다. 그러나 푸가초프의 난 이후로는 그의 저작에서 사회 개혁적 모티프가 사라졌다. 그는 자신이 견지하던 자유사상에서 한발 물러서며, 궁중 시인으로서의 자리를 지켰다.
1780년 그는 상트페테르부르크 문서국에서 근무한다. 1775∼1782년에는 정부 기관지인 ≪상트페테르부르크 통보≫를 발행했다. 1785년에는 예카테리나 2세의 칙령에 따라 ≪러시아 격언들≫이라는 작품집을 출간했다. 그러나 이 작품집에서 러시아 민속 문학은 정부 차원에서의 애국심을 고취하는 수단으로 변질되었고, 민중의 신앙심과 정중함을 입증하는 사례로서 사용될 뿐이었다. 보그다노비치는 격언의 슈제트를 바탕으로 희곡과 서정적인 희극인 ＜두셴카의 기쁨＞을 썼지만, 독자층으로부터 아무런 반향도 불러일으키질 못했다. 1786년에는 투만스키와 공동으로 문예지 ≪세계의 거울≫을 편찬한다. 1788년에는 문서국장의 자리를 맡는다. 1796년에 퇴임한 후 쿠르스크로 이전한다. 그곳에서 그는 1803년 1월 6일(18일) 쿠르스크에서 생을 마감한다.